# Swimming in the Stars
Swimming in the Stars – utwór muzyczny nagrany przez amerykańską piosenkarkę i autorkę tekstów Britney Spears w ramach jej dziewiątego albumu studyjnego Glory. Zastał on napisany przez Matthew Komę, Dana Booka oraz Alexeia Misoula w 2015, ale nie został wydany w oryginalnej edycji albumu; piosenka pojawiła się w reedycji deluxe albumu w 2020 roku. Utwór spotkał się z pozytywnym przyjęciem od krytyków muzycznych dzięki optymistycznemu i chwytliwemu tekstowi, w którego tle grają syntezatory i bębny. Wydanie singla jednak spotkało się z krytyką krytyków i fanów, gdyż Spears jest aktualnie podczas przerwy od tworzenia oraz procesu sądowego przeciwko swojemu ojcu odnośnie do swojej kurateli.
„Swimming in the Stars” stało się możliwe do przedsprzedaży jako część promocji sieci Urban Outfiters „11 Singles Day” w postaci ekskluzywnej 12-calowej płyty gramofonowej 11 listopada 2020, jednak została ona wysłana do klientów dopiero 15 stycznia 2021 roku. 2 grudnia 2020 utwór został wydany w formatach digital download oraz w mediach strumieniowych jako czwarty singel promujący Glory, co również zbiegło się z 39. urodzinami piosenkarki. „Swimming in the Stars” uplasowało się na 3. pozycji w Malezji oraz w top 20 na Węgrzech.

## Geneza i kompozycja

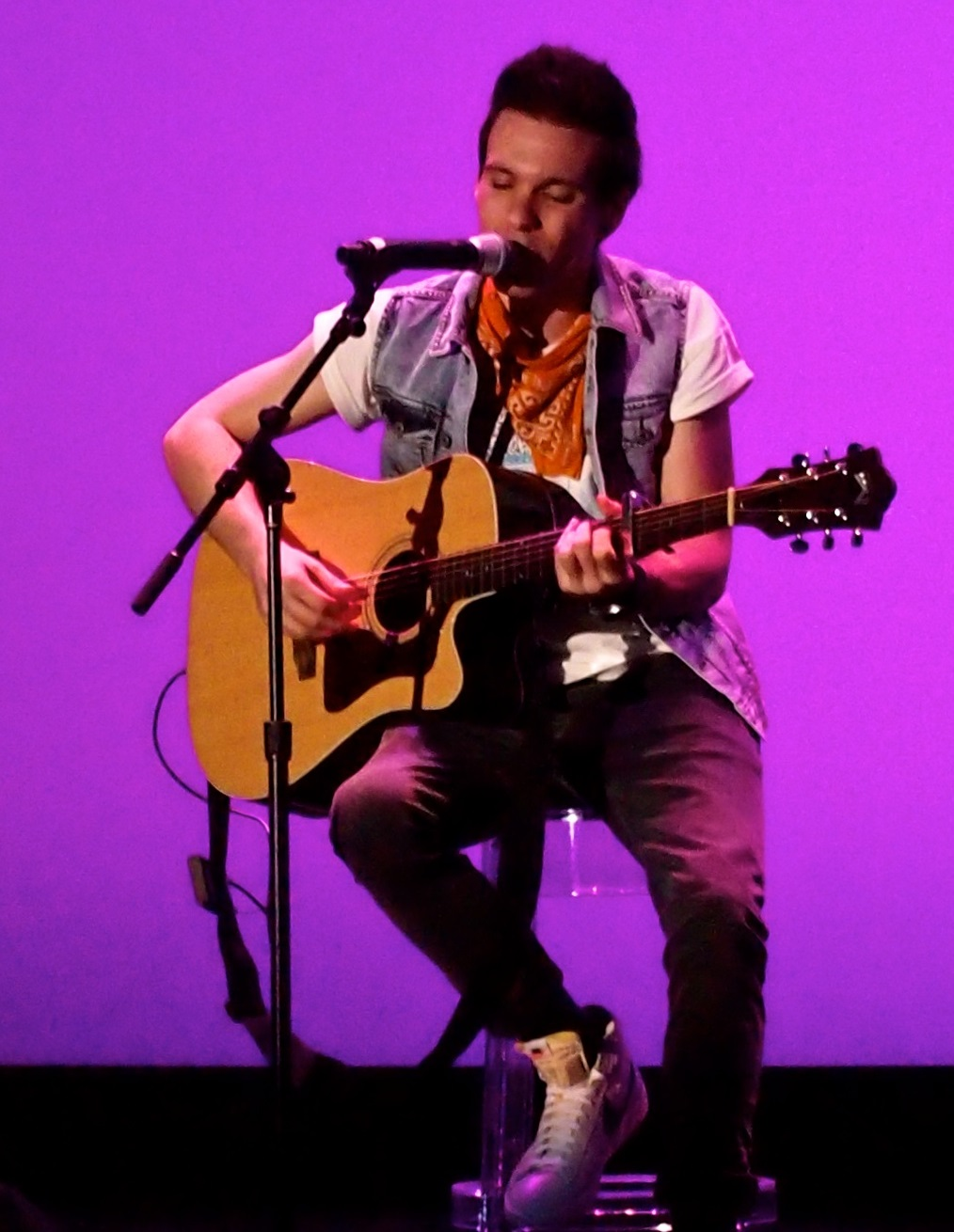
Matthew Koma napisał i wyprodukował „Swimming in the Stars”, gdzie praca z Britney Spears była dla niego „surrealistycznym” przeżyciem.

„Swimming in the Stars” zostało napisane przez Matthew Komę, Dana Booka i Alexeia Misoula w 2015 roku, kiedy to Koma wyjawił, że pracował ze Spears, pomimo że żadna z piosenek napisanych przez niego nie została wydana podczas oryginalnego wydania albumu. Podczas wywiadu z „Popcrush”, Koma powiedział, że Spears jest „bardzo utalentowana” i że to było „bardzo surrealistyczne siedzieć przy niej i słuchać jak ona śpiewa jedną z twoich piosenek”. Piosenka została nagrana w 2016 roku.
„Swimming in the Stars” to popowa oraz electropopowa ballada zawierająca obładowany syntezatorami rytm. Piosenka zawiera optymistyczny i chwytliwy tekst z rozmarzonym eskapizmem w refrenie. Według Jenzi Burgos ze strony „StyleCaster”, utwór był napisany z myślą o zainteresowaniu astrologią przez Spears, podając jako przykład łącznik, gdzie piosenkarka wspomina o swoim siostrzanym zanku zodiaku: „Co jeśli moglibyśmy latać na zawsze? / W tych snach Bliźniąt razem”.

## Wydanie
Po kampanii „#JusticeForGlory”, która została przeprowadzona przez fanów Spears na mediach społecznościowych podczas pandemii COVID-19, piosenkarka opublikowała nową okładkę dla albumu Glory 8 maja 2020 roku, prawie cztery lata po jego wydaniu. Trzy tygodnie później, Spears ogłosiła, że „Mood Ring” zostanie wydane w mediach strumieniowych na całym świecie następnego dnia, 29 maja. Później w 2020, „Swimming in the Stars” zostało ujawnione, gdyż stało się możliwe do przedsprzedaży jako część promocji sieci Urban Outfitters „11/11 Singles Day” w formie ekskluzywnej 12-calowej płyty gramofonowej 11 listopada, lecz nie została wysłana ona aż do 15 stycznia 2021. Nowy singel zaskoczył krytyków, przez to że został wydany podczas przerwy artystycznej piosenkarki i jej batalii sądowej z ojcem odnośnie do jej kurateli. Wraz z ogłoszeniem wydania winylu, 12-sekundowy fragment piosenki wyciekł do sieci.
„Swimming in the Stars” zostało wydane w mediach strumieniowych oraz w formacie digital download 2 grudnia 2020 roku jako czwarty singel promujący Glory, co zbiegło się z 39. urodzinami Spears. Dwa dni później singel został uwzględniony w fizycznej reedycji deluxe Glory, wraz z utworami „Mood Ring” oraz „Matches”. Również tego samego dnia, „Swimming in the Stars” zostało wydane w formacie contemporary hit radio w Holandii. Na okładce singla, Spears klęczy na jednym kolanie obok rozkruszonego łańcucha, jest ubrana w złoty crop top oraz asymetryczny sarong, który został wykonany z tych samych materiałów co bransoletki i buty, które ma też założone. Piosenkarka znajduje się na oazie na pustyni. W dniu wydania, na kanale YouTube Spears został opublikowany klip, będący animowaną wersją okładki singla, gdzie animowana została woda oraz gwiazdy pojawiają się za piosenkarką. Brea Cubit z „PopSugar” określiła go jako „zachwycający”.

## Odbiór krytyczny
Lake Schatz z „Consequence of Sound” określił tekst „Swimming in the Stars” jako „optymistyczny”, gdyż mówi on o „zapominaniu o naszych zmartwieniach na chwilę i trzymaniu się radości”. Jon Blistein z magazynu „Rolling Stone” napisał, że piosenka „szczycie się popowym rytmem stworzonym z bębnów, który umocnia powódź atmosferycznych syntezatorów i niewątpliwych wokalów Spears gdy ona nuci”. Pisząc dla „Vulture”, Rebecca Alter napisała, że utwór zawiera „lśniący, syntezatorowy dźwięk idealny do patrzenia w gwiazdy, gdy się robi ciemno po 14”. Gary Dinges z „USA Today” określił, że utwór przedstawia „klasyczną Britney” i zawiera „chwytliwy tekst”. Mike Wass z „Idolator” nazwał piosenkę „absolutnym skarbem”, a refren opisał jako „zamaszysty”. W „The Musical Hype”, singel został nazwany „dobrze wyprodukowanym nagraniem z możliwym do utożsamienia się tematem”, gdzie produkcja Matthew Komy została opisana jako „bujna, lśniąca i gładka”.
„Swimming in the Stars” zostało uplasowane na 15. miejscu najlepszych piosenek pop strony „Idolator”.

## Odbiór komercyjny
Z powodu nieznaczącej promocji, „Swimming in the Stars” nie osiągnęło dużego sukcesu komercyjnego, pojawiając się tylko na mało znaczących notowaniach. Singel pojawił się na listach najbardziej pobieranych piosenek, na 25. miejscu w Kanadzie, 28. w Niemczech, 18. w Stanach oraz 36. w Wielkiej Brytanii. Jednak, utworowi udało się uplasować na 3. pozycji w Malezji oraz 13. na węgierskiej liście Single (track) Top 40 lista. Dodatkowo singel pojawił się na 96. miejscu chorwackiej liście airplay.

## Lista utworów
| Digital download / media strumieniowe / 12" | Digital download / media strumieniowe / 12" | Digital download / media strumieniowe / 12" |
| Nr                                          | Tytuł utworu                                | Długość                                     |
| ------------------------------------------- | ------------------------------------------- | ------------------------------------------- |
| 1.                                          | „Swimming in the Stars”                     | 3:21                                        |
|                                             |                                             | 3:21                                        |

## Personel
- Britney Spears – wokale
- Klara Elias – wokale wspierające
- Matthew Koma – tekst, produkcja
- Dan Book – tekst, produkcja
- Alexei Misoul – tekst
- Emily Wright – produkcja wokalna
- Rachael Findlen – asysta inżyniera dźwięku
- Adam Hawkins – miksowanie
- Dave Kutch – mastering

Źródło:.

## Notowania

### Tygodniowe
| Terytorium        | Notowanie                          | Pozycja | Źr.    |
| ----------------- | ---------------------------------- | ------- | ------ |
| Chorwacja         | Airplay Radio Chart                | 96      | [ 34 ] |
| Kanada            | Hot Canadian Digital Song Sales    | 25      | [ 28 ] |
| Malezja           | Top 20 Most Streamed International | 3       | [ 32 ] |
| Niemcy            | Offizielle Download Charts Single  | 28      | [ 29 ] |
| Nowa Zelandia     | Hot Singles Chart                  | 37      | [ 38 ] |
| Stany Zjednoczone | Digital Song Sales                 | 18      | [ 30 ] |
| Węgry             | Single (track) Top 40              | 13      | [ 33 ] |
| Wielka Brytania   | UK Download Chart                  | 36      | [ 31 ] |

## Historia wydania
| Obszar            | Data             | Format                                | Wytwórnia | Źr.    |
| ----------------- | ---------------- | ------------------------------------- | --------- | ------ |
| Cały świat        | 2 grudnia 2020   | digital download · media strumieniowe | RCA       | [ 35 ] |
| Holandia          | 4 grudnia 2020   | contemporary hit radio                | RCA       | [ 22 ] |
| Stany Zjednoczone | 15 stycznia 2021 | 12″                                   | RCA       | [ 36 ] |